# Gina Ortiz Jones
Gina Maria Ortiz Jones (née le 1er février 1981 à Arlington en Virginie) est une femme politique américaine. Elle est la maire de San Antonio depuis juin 2025. Elle est une vétéran de l'armée de l'air.
Jones était la candidate démocrate en 2018 pour le 23e district du Congrès du Texas, perdant de justesse face au républicain sortant Will Hurd. Elle est à nouveau candidate pour ce siège en 2020, remportant la primaire démocrate, et est battue par Tony Gonzales lors des élections générales,. Après sa deuxième défaite, elle occupe le poste de sous-secrétaire de l'armée de l'air dans l'administration Biden de 2021 à 2023.
En 2025, elle devient la femme maire de San Antonio. Elle est la première mairesse d'origine asiatique d'une grande ville du Texas, la première maire ouvertement lesbienne de San Antonio et la première maire du Texas à avoir servi pendant une guerre. Elle est également la première maire depuis 2005 à ne pas avoir auparavant siégé au conseil municipal de San Antonio.

## Jeunesse et éducation
Née le 1er février 1981 à Arlington, en Virginie. Ortiz Jones grandit à San Antonio. Fille d'une mère monoparentale, Victorina Ortiz, une Ilocano de Pangasinan, aux Philippines. Sa mère émigre aux États-Unis et obtient un certificat d’enseignement. Jones a une sœur cadette, Christi Ann.
Ortiz Jones est diplômé de John Jay High School en 1999. Elle obtient une bourse de quatre ans de l'Air Force Reserve Officer Training Corps (AFROTC),, lui permettant de s'inscrire à l'université de Boston. Elle obtient un baccalauréat en études est-asiatiques et en économie ainsi qu'une maîtrise en économie en 2003. Lesbienne et sortie du placard auprès de sa mère à 15 ans, Jones sert dans le cadre de la politique militaire « Don't ask, don't tell », où elle risque de perdre sa bourse AFROTC si son orientation sexuelle est révélée.
En 2012, Ortiz Jones obtient une maîtrise en études mondiales et internationales de l'université du Kansas et une autre maîtrise en arts et sciences militaires de l'École d'études militaires avancées du Command and General Staff College en 2013.

## Carrière
Après avoir obtenu son diplôme universitaire, Ortiz Jones a rejoint l'armée de l'air américaine, devenant officier du renseignement. Elle est ensuite déployée en Irak  avec le 18th Air Support Operations Group, soutenant les opérations de soutien aérien rapproché. Après trois ans de service actif et avoir atteint le grade de capitaine, Jones retourne au Texas en 2006, travaillant pour une société de conseil tout en prenant soin de sa mère, atteinte d'un cancer colorectal,.
Elle travaille ensuite comme analyste du renseignement pour le Commandement des États-Unis pour l'Afrique en Allemagne. En 2008, Ortiz Jones rejoint la Defense Intelligence Agency, où elle s'est spécialisée dans les sujets latino-américains. Elle est finalement devenue conseillère spéciale auprès du directeur adjoint. En novembre 2016, elle a rejoint le cabinet exécutif du président pour occuper le poste de directrice au sein du bureau du représentant américain au commerce . Ayant déjà servi sous les présidents des deux partis, Jones continue à occuper son poste sous l'administration Trump jusqu'en juin 2017, date à laquelle elle a quitté son poste, déclarant au HuffPost : « Le type de personnes recrutées pour être fonctionnaires ne s'intéressait ni au public ni au service... Cela, pour moi, était un signe que je vais devoir servir d'une manière différente ». Elle retourne à San Antonio pour se présenter au Congrès,, vivant dans la maison où elle a grandi.
En 2017, Jones est la première démocrate à annoncer une candidature face au représentant républicain Will Hurd dans le 23e district du Congrès du Texas, à prédominance hispanique, qui comprend une grande partie de la frontière entre le Texas et le Mexique. Hillary Clinton a remporté le district avec trois points d'avance lors de l'élection présidentielle américaine de 2016  et aucun des deux partis n'avait remporté le district pivot pendant plus de deux mandats consécutifs depuis 2007.
Jones termine première lors de la primaire démocrate du 6 mars 2018, obtenant 41% des voix face à quatre autres candidats. Un second tour des élections a lieu le 22 mai, remporté par Jones. Elle affronte Hurd lors des élections générales du 6 novembre, dans ce qui a été qualifié de course au Congrès la plus compétitive au Texas,.
Lors de l'élection, Ortiz Jones est soutenue par EMILY's List, l'Asian American Action Fund, l'Equality PAC, VoteVets et le LGBTQ Victory Fund. Elle reçoit aussi le support de Wendy Davis et Khizr Khan parmit d'autres.
La couverture médiatique a décrit Ortiz Jones comme faisant partie de plusieurs « vagues » de candidats de divers horizons se présentant comme démocrates en 2018, y compris des femmes,, des personnes LGBTQ+,, et des vétérans militaires, tous des qualificatifs s'appliquant à Ortiz Jones,. Un article de Teen Vogue en mars 2018 soulignait que si elle est élue, elle serait « la première femme de couleur ouvertement homosexuelle du Texas élue au Congrès, ainsi que la première vétérane de la guerre d'Irak à représenter le Texas au Congrès. Elle serait également la première femme à représenter le 23e district du Texas. » 
Ortiz Jones déclare qu'elle pensait que la réforme des soins de santé jouerait un rôle important dans l'élection.
Le soir de l'élection, elle perd contre Hurd par 1 150 voix et concède le 19 novembre,.
En mai 2019, Jones lance une deuxième campagne pour le 23e district du Congrès du Texas. Elle récolte plus d'un million de dollars pour sa campagne, dont 100 000 dollars dans les 24 heures qui ont suivi l'annonce de Hurd selon laquelle il ne se représenterait pas à un nouveau mandat. En octobre 2019, le Texas Tribune rapporte qu'elle était la principale favorite pour la primaire démocrate. En mai 2020, le Win the Era PAC de l'ancien candidat à la présidence Pete Buttigieg annonce son soutien à Jones.
Lors des élections générales de novembre, le candidat républicain Tony Gonzales bat Jones par quatre points de pourcentage.
Après sa défaite, Ortiz Jones est nommée puis confirmée comme sous-secrétaire de l'armée de l'air par le président Joe Biden. Elle est alors la sixième femme, la première femme de couleur et la première lesbienne  à détenir ce titre. À ce poste, ses responsabilités comprenaient la gestion du personnel. De plus, elle met en œuvre une politique révisée régissant les cas où les militaires enceintes sont autorisées à voler, en remplacement de l'interdiction totale pendant la grossesse alors en place. Elle améliore les services aux victimes de violences conjugales et réalise une étude visant à fournir aux hauts dirigeants de meilleures données sur les performances des femmes dans le commandement de l'armée, contrant ainsi le dénigrement anecdotique de leur bilan.
Elle démissionne de son poste de sous-secrétaire en février 2023, avec effet au 6 mars.
Jones dirige Find Out PAC, un comité d'action politique cherchant à vaincre les juges de la Cour suprême du Texas Jimmy Blacklock, Jane Bland et John Devine, qui se présentaient à la réélection en 2024, en raison de leur décision dans l'affaire Cox vs Texas. Les trois juges ont été réélus pour des mandats de 6 ans lors des élections judiciaires du Texas de 2024 et Blacklock a été nommé juge en chef après sa victoire,.
En décembre 2024, Jones annonce sa candidature à la mairie de San Antonio. Elle rejoint un groupe de candidats de plus en plus nombreux en raison de la limitation du mandat du maire sortant Ron Nirenberg. Le 3 mai 2025, Jones accède au second tour des élections après avoir remporté 27,2 % des voix. Elle gagne le second tour avec 54,3 % des voix,,,.

## Vie personnelle
Jones a une sœur cadette qui est officier de renseignement dans la marine américaine. Elle s'identifie comme Ilocano, un groupe ethnolinguistique philippin. Sa conjointe est Angelica Cortez, qui l'accompagne à sa cérémonie d'investiture le 18 juin 2025.